# Vendues
Pour plus de détails, voir Fiche technique et Distribution.
Vendues est un film français réalisé par Jean-Claude Jean et sorti en 2004.

## Synopsis
Sept jeunes filles originaires de pays d'Europe de l'Est, manipulées par une mafia sans scrupules, acceptent de se prostituer en France contre la promesse de pouvoir y rester légalement.

## Fiche technique
- Titre : Vendues
- Réalisation : Jean-Claude Jean
- Scénario : Rémi Bezançon et Jean-Claude Jean
- Photographie : Benoît Chamaillard
- Costumes : Dominique Lila
- Montage : Catherine Stragand
- Musique : Romaric Laurence
- Son : Jean-Luc Peart - Mixage : Frédéric Bielle
- Production : Key Light Productions
- Pays d’origine :  France
- Durée : 90 minutes
- Date de sortie : France - 16 juin 2004

## Distribution
- Pascaline Ponti : Leïla
- Magdalena Lozowska : Anna
- Stéphane Ferrara : Ravanelli
- Maryel Ferraud : Irina
- Fanny Deblock : Loumia
- Dinara Droukarova : Mirka
- Régis Ivanov : Andreï
- Sacha Yakovlev : Alliocha
- Sylvain Jacques : Sacha
- Daniel Duval : Pavel

## Sélections
- Festival international du film de Shangaï 2004[1]